# Эсперантина (Токантинс)

Эсперантина на карте штата.

Эсперантина (порт. Esperantina) — муниципалитет в Бразилии, входит в штат Токантинс. Составная часть мезорегиона Западный Токантинс. Входит в экономико-статистический микрорегион Бику-ду-Папагаю. Население составляет 9 476 человек на 2010 год. Занимает площадь 504,023 км². Плотность населения — 18,80 чел./км².

## Демография
Согласно сведениям, собранным в ходе переписи 2010 г. Национальным институтом географии и статистики (IBGE), население муниципалитета составляет:
| Полное население                               | Полное население                               | Полное население                               | Полное население                               | 9 476 |
| ---------------------------------------------- | ---------------------------------------------- | ---------------------------------------------- | ---------------------------------------------- | ----- |
| в том числе:                                   | Городское население                            | 4 614                                          | Процент городского населения, %                | 48,69 |
|                                                | Сельское население                             | 4 862                                          | Процент сельского населения, %                 | 51,31 |
|                                                | Мужское население                              | 4 910                                          | Процент мужского населения, %                  | 51,82 |
|                                                | Женское население                              | 4 566                                          | Процент женского населения, %                  | 48,18 |
| Плотность населения, чел/км²                   | Плотность населения, чел/км²                   | Плотность населения, чел/км²                   | Плотность населения, чел/км²                   | 18,80 |
| Население муниципалитета в % к населению штата | Население муниципалитета в % к населению штата | Население муниципалитета в % к населению штата | Население муниципалитета в % к населению штата | 0,68  |

По данным оценки 2016 года население муниципалитета составляет 10 506 жителей.

## Статистика
- Валовой внутренний продукт на 2003 составляет 11.210.463,00 реалов (данные: Бразильский институт географии и статистики).
- Валовой внутренний продукт на душу населения на 2003 составляет 1.291,38 реалов (данные: Бразильский институт географии и статистики).
- Индекс развития человеческого потенциала на 2000 составляет 0,572 (данные: Программа развития ООН).

## Важнейшие населенные пункты
| № | Населённый пункт | Населённый пункт (порт.) | Категория | Население чел. (2010) | На карте                       |
| - | ---------------- | ------------------------ | --------- | --------------------- | ------------------------------ |
| 1 | Эсперантина      | Esperantina              | город     | 4614                  | 5°21′56″ ю. ш. 48°32′14″ з. д. |
| 2 | Вила-Токантинс   | Vila Tocantins           | поселок   | 2417                  | 5°18′56″ ю. ш. 48°27′58″ з. д. |
| 3 | Сан-Франсиску    | São Francisco            | поселок   | 294                   | 5°23′44″ ю. ш. 48°28′46″ з. д. |
| 4 | Педра-Гранди     | Pedra Grande             | поселок   | 209                   | 5°24′57″ ю. ш. 48°34′20″ з. д. |
| 5 | Агровила         | Agrovila                 | поселок   | 134                   | 5°20′46″ ю. ш. 48°37′33″ з. д. |